# Zinkénite
La zinkénite est une espèce minérale, sulfosel d'antimoine et de plomb, de formule Pb6Sb14S27, avec des traces de : Ag;Cu;Fe;As.

## Inventeur et étymologie
Décrite par Gustav Rose (1798-1873), minéralogiste allemand en 1826 et dédiée au minéralogiste et ingénieur des mines allemand J. K. L. Zincken (1798-1862). À noter que Rose avait donné l'orthographe Zinckenite mais l'IMA retient Zinkenite.

## Topotype
Graf Jost-Christian Zeche, Wolfsberg, Harzgerode, Harz, Saxe-Anhalt, Allemagne

## Galerie

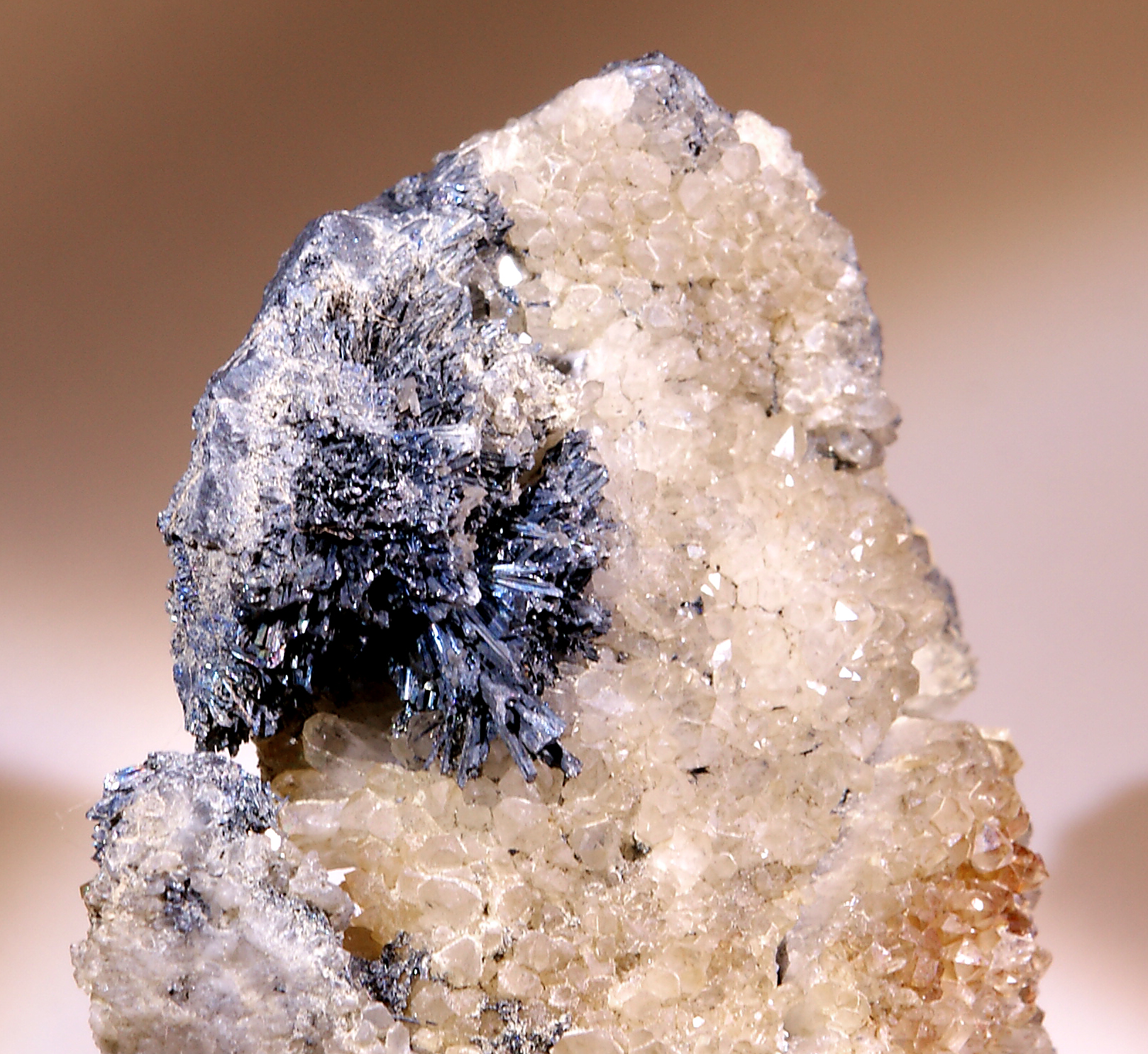
Zinkenite sur quartz - Graf Jost-Christian Zeche, Allemagne (6,5 × 4,5 cm)

## Gîtologie
Se rencontre dans les filons de moyen à basse température, associée au quartz, stibine, arsénopyrite, jamesonite, boulangérite et à la sphalérite.

## Gisements remarquables
En France
- Mine de Marsanges, Langeac, Haute-Loire[5].
- Silberwald (Le Sattel), Stosswihr (vallée de Munster), Haut-Rhin[6].
- La Bousole, Palairac, Mouthoumet, Aude[7].

Dans le monde
- Graf Jost-Christian Zeche, Wolfsberg, Harzgerode, Harz, Saxe-Anhalt, Allemagne
- Mine  d’Antequera, Pazña, Province de Poopó, Bolivie[8]
- Colorado et Nevada (États-Unis)
- Colombie-Britannique, Canada

## Synonymie
- keeleyite ou keelyite Gordon 1922[9]
- zinckenite[10]